# 陳玒
陳玒（1500年—？年），字國祥，號容峰，浙江鄞縣（今寧波市鄞州區）人。明朝政治人物，嘉靖壬辰進士。

## 生平
陳玒自幼喪父，讀書無師自通。嘉靖四年（1525年）乙酉浙江乡试第七十一名举人，嘉靖十一年（1532年）中式壬辰科会试第十四名，二甲二十四名進士。兵部觀政，授南京刑部主事，改兵部，十三年十二月改福建道監察御史，出按江西。

## 家族
曾祖陈处邦。祖父陈洪錤。父陈彦洵。母沙氏，生母杨氏。慈侍下。兄陈璋；從兄陈瑞，刑部郎中，贈奉直大夫；陈玉；陈玻；陈珀。